# مطار شتوتغارت الدولي
مطار شتوتقارت الدولي (بالألمانية: Flughafen Stuttgart) (إياتا:  STR ، إيكاو:  EDDS) مطار دولي في مدينة شتوتغارت يعد كبرى مطارات ولاية بادن فورتمبيرغ والسابع بين كبرى مطارات ألمانيا.افتتح سنة 1936 وتبلغ مساحته 395 هكتار>يبعد 12 كم جنوب شتوتغارت.سعته السنوية 14.1 مليون راكب.

## شركات الطيران والوجهات

### الركاب
تقدم شركات الطيران التالية رحلات منتظمة وموسمية وعارضة في مطار شتوتغارت:
| شركـات طيـران                   | الوجهات |
| ------------------------------- | --- |
| طيران إيجيان                    | مطار أثينا الدولي، Thessaloniki موسمي: Heraklion |
| إير كايرو                       | موسمي: مطار الغردقة الدولي، مطار مرسى علم الدولي |
| الخطوط الجوية الفرنسية          | مطار باريس شارل ديغول |
| طيران صربيا                     | مطار نيكولا تسلا في بلغراد |
| طيران البلطيق                   | مطار ريغا الدولي |
| الأناضول جت                     | مطار صبيحة كوكجن الدولي موسمي: مطار أنطاليا |
| الخطوط الجوية النمساوية         | مطار فيينا الدولي |
| الخطوط الجوية البريطانية        | مطار لندن هيثرو |
| كوندور للطيران                  | Fuerteventura، مطار غران كناريا، مطار الغردقة الدولي، مطار ميورقة، مطار تينيريفي الجنوبي موسمي: Corfu، مطار كريستيانو رونالدو، Heraklion، Kos، Lanzarote (تستأنف 31 أكتوبر 2023)، Preveza/Lefkada، Rhodes |
| Corendon Airlines               | موسمي: مطار أنطاليا، مطار عدنان مندريس |
| Dan Air                         | Brașov (تبدأ في 15 يونيو 2023)، مطار هنري كواندا الدولي (تبدأ في 15 يونيو 2023) |
| خطوط دلتا الجوية                | موسمي: مطار هارتسفيلد جاكسون |
| European Air Charter            | موسمي عارض: Burgas، Varna |
| يورو وينجز                      | مطار أليكانتي، مطار سخيبول أمستردام، مطار أثينا الدولي، مطار برشلونة الدولي، مطار بيروت رفيق الحريري الدولي، مطار برلين براندنبرغ، مطار بريمن، مطار بودابست فرانز ليست الدولي، مطار كاتانيا-فونتاناروسا، مطار دبي الدولي (تبدأ في 29 أكتوبر 2023)، مطار فارو، مطار غران كناريا، مطار هامبورغ، La Palma، مطار لشبونة، مطار لندن هيثرو، مطار مالقة الدولي، مطار مالبينسا، مطار نابولي، مطار ميورقة، مطار بريشتينا الدولي، مطار ليوناردو دا فينشي، مطار سراييفو الدولي، مطار سبليت، مطار ستوكهولم أرلاندا، Thessaloniki، مطار بلنسية، مطار فيينا الدولي، مطار زغرب موسمي: مطار أضنة شاكرباشا، مطار أنطاليا، مطار باري كارل فويتيالا ‏، مطار بوريتا، مطار بلباو، Brindisi، مطار هنري كواندا الدولي، Burgas، Cagliari، مطار خانية الدولي ‏، Corfu، مطار دوبروفنيك، Fuerteventura، مطار كريستيانو رونالدو، Heraklion، مطار إيبيزا، مطار عدنان مندريس، Kalamata، Kavala، Kos، مطار كراكوف، Kütahya (تبدأ في 19 يوليو 2023)، Lamezia Terme، Lanzarote، مطار لارنكا الدولي، مطار ميكونوس، مطار نيس كوت دازور، Olbia، مطار باليرمو الدولي، مطار بيزا الدولي، مطار بورتو الدولي، Preveza/Lefkada، Pula، Rhodes، مطار رييكا، مطار سانتوريني (ثيرا) الوطني، مطار صوفيا، Sylt، مطار تبليسي الدولي، مطار تينيريفي الجنوبي، مطار ترايان فويا الدولي، مطار تيرانا الدولي، Tivat، مطار تونس قرطاج الدولي، Varna، مطار البندقية ماركو بولو، مطار زادار، مطار زاكينثوس الدولي ‏ موسمي عارض: Arvidsjaur |
| Freebird Airlines               | موسمي: مطار أنطاليا |
| Iberia Express                  | مطار مدريد باراخاس الدولي |
| إيتا (شركة طيران)               | مطار ليناتي |
| الخطوط الجوية الملكية الهولندية | مطار سخيبول أمستردام |
| خطوط لوت الجوية البولندية       | مطار وارسو فريدريك شوبان |
| لوفتهانزا                       | مطار فرانكفورت، مطار ميونخ الدولي |
| Marabu                          | موسمي: Heraklion |
| الطيران الجديد تونس             | موسمي: مطار جربة جرجيس الدولي، مطار الحبيب بورقيبة الدولي |
| خطوط بيغاسوس                    | مطار إيسنبوغا الدولي، مطار صبيحة كوكجن الدولي، مطار عدنان مندريس، Kayseri |
| الخطوط الجوية الإسكندنافية      | مطار كوبنهاغن موسمي: مطار أوسلو-غاردرموين (تبدأ في 6 يوليو 2023) |
| Southwind Airlines              | موسمي عارض: مطار أنطاليا |
| صن إكسبريس                      | مطار أضنة شاكرباشا، مطار إيسنبوغا الدولي، مطار أنطاليا، مطار غازي عنتاب الدولي، مطار عدنان مندريس، Kayseri، Samsun موسمي: مطار ميلاس بودروم، مطار دالامان، مطار ديار بكر، Elazığ، مطار هاتاي، مطار قونية، مطار طرابزون الدولي |
| الخطوط الجوية الدولية السويسرية | مطار زيورخ الدولي |
| Tailwind Airlines               | مطار أنطاليا |
| توي فلاي ألمانيا                | Boa Vista، Fuerteventura، مطار غران كناريا، مطار الغردقة الدولي، Lanzarote، Sal، مطار تينيريفي الجنوبي موسمي: Corfu، مطار دالامان، مطار جربة جرجيس الدولي، مطار فارو، مطار كريستيانو رونالدو، Heraklion، Jerez de la Frontera، Kos، Menorca، مطار ميورقة، Patras، Rhodes |
| الخطوط الجوية التركية           | مطار إسطنبول الدولي موسمي: مطار أضنة شاكرباشا، مطار إيسنبوغا الدولي، مطار أنطاليا، Elazığ، مطار غازي عنتاب الدولي، مطار عدنان مندريس، Kayseri، مطار أردو غيرسون، Samsun، مطار طرابزون الدولي |
| Twin Jet                        | موسمي: مطار ليون سانت إكسوبيري |
| فولوتيا                         | مطار بوردو ميرينياك، مطار نانت (تبدأ في 12 أكتوبر 2023) |
| خطوط فيولينغ الجوية             | مطار برشلونة الدولي، مطار ميورقة |

### الشحن
| شركـات طيـران     | الوجهات                                    |
| ----------------- | ------------------------------------------ |
| طيران أطلس        | Birmingham (AL)                            |
| دي إتش إل للطيران | مطار كولونيا بون الدولي، مطار لايبزيغ هاله |
| فيديكس إكسبرس     | مطار لييج، مطار باريس شارل ديغول           |

## وصلات خارجية
إحصاءات المطار وحقائقه من الموقع الرسمي له